# 科尔蒂苏什
科尔蒂苏什是葡萄牙布拉干萨区的一个堂区。总面积24.72平方公里，总人口417人，人口密度16.9人/平方公里。